# 34-я гвардейская танковая бригада
34-я отдельная гвардейская танковая Витебская Краснознамённая орденов Суворова бригада — танковая бригада Красной армии в годы Великой Отечественной войны.
Сокращённое наименование — 34 гв. отбр.

## Формирование и организация
52-я танковая бригада начала формироваться Приказом НКО № 108сс от 23.11.1941 г. Бригада сформирована по штатам № 010/303 — 010/310.
Приказом НКО № 58 от 7 февраля 1943 г. 52-я танковая бригада преобразована в 34-ю гвардейскую танковую бригаду. С 4 марта до середины июня 1943 г. бригада находилась в Тамбовском ТВЛ на доукомплектовывании.

## Боевой и численный состав
- Рота управления
- 52-й отд. танковый батальон
- 256-й отд. танковый батальон
- 52-й мотострелково-пулеметный батальон
- противотанковая батарея зенитная батарея

Директивой НКО № 1125395сс от 31.03.1943 г. переведена на штаты № 010/270-010/277, 010/375 от 31.07.1942 г.:
- Управление бригады [штат № 010/270]52-й отд. танковый батальон [штат № 010/271]
- 256-й отд. танковый батальон [штат № 010/272]
- 52-й мотострелково-пулеметный батальон [штат № 010/273]
- Истребительно-противотанковая батарея [штат № 010/274]
- Рота управления [штат № 010/275]
- Рота технического обеспечения [штат № 010/276]
- Медико-санитарный взвод [штат № 010/277]
- Рота противотанковых ружей [штат № 010/375]

Директивой ГШ КА № орг/3/2509 от 20.07.1944 г. переведена на штаты № 010/500-010/506:
- Управление бригады [штат № 010/500]
- 1-й отд. танковый батальон [штат № 010/501] — до 27.05.1944 — 52-й отд. танковый батальон
- 2-й отд. танковый батальон [штат № 010/501] — до 27.05.1944 — 256-й отд. танковый батальон
- 3-й отд. танковый батальон [штат № 010/501]
- Моторизованный батальон автоматчиков [штат № 010/502]
- Зенитно-пулеметная рота [штат № 010/503]
- Рота управления [штат № 010/504]
- Рота технического обеспечения [штат № 010/505]
- Медсанвзвод [штат № 010/506]

Численность танков в бригаде составляла 65 танков Т 34 85 (в том числе 3 батальона по 21 танк и 2 танка управления), 3 бронеавтомобиля, 146 грузовиков, 4 легковые машины, 12 мотоциклов, 4 радиостанции.
Личного состава 1346 человек, в том числе: офицерский состав — 248, сержантский состав — 536, рядовой состав — 561

## Подчинение
Периоды вхождения в состав Действующей армии:
- с 07.02.1943 по 17.02.1943
- с 15.10.1943 по 09.05.1945

| Дата            | Фронт (округ) | Армия    | Корпус | Дивизия | Бригада | Примечания |
| --------------- | ------------- | -------- | ------ | ------- | ------- | ---------- |
| 01.03.1943 года | РВГК          | -        | -      |         |         |            |
| 01.04.1943 года | ПриВО         | -        |        |         |         |            |
| 01.05.1943 года | ПриВО         | -        |        |         |         |            |
| 01.06.1943 года | ПриВО         | -        |        |         |         |            |
| 01.07.1943 года | МВО           | -        |        |         |         |            |
| 01.08.1943 года | МВО           | -        |        |         |         |            |
| 01.09.1943 года | РВГК          | -        |        |         |         |            |
| 01.10.1943 года | РВГК          | -        |        |         |         |            |
| 01.11.1943 года | 2 ПФ          | 3 уд. А  |        |         |         |            |
| 01.12.1943 года | 1 ПФ          | -        |        |         |         |            |
| 01.01.1944 года | 1 ПФ          | 4 уд. А  |        |         |         |            |
| 01.02.1944 года | 1 ПФ          | 4 уд. А  |        |         |         |            |
| 01.03.1944 года | 1 ПФ          | 6 гв. А  |        |         |         |            |
| 01.04.1944 года | 1 ПФ          | 6 гв. А  |        |         |         |            |
| 01.05.1944 года | 1 ПФ          | 6 гв. А  |        |         |         |            |
| 01.06.1944 года | 1 ПФ          | 6 гв. А  |        |         |         |            |
| 01.07.1944 года | 1 ПФ          | 6 гв. А  |        |         |         |            |
| 01.08.1944 года | 1 ПФ          | 6 гв. А  |        |         |         |            |
| 01.09.1944 года | 1 ПФ          | 43 А     |        |         |         |            |
| 01.10.1944 года | 1 ПФ          | 6 гв. А  |        |         |         |            |
| 01.11.1944 года | 1 ПФ          | 6 гв. А  |        |         |         |            |
| 01.12.1944 года | 1 ПФ          | 61 А     |        |         |         |            |
| 01.01.1945 года | 1 ПФ          | 4 уд. А  |        |         |         |            |
| 01.02.1945 года | 1 ПФ          | 6 гв. А  |        |         |         |            |
| 01.03.1945 года | 2 ПФ          | 10 гв. А |        |         |         |            |
| 01.04.1945 года | КГВ ЛФ        | 10 гв. А |        |         |         |            |
| 01.05.1945 года | КГВ ЛФ        | 1 уд. А  |        |         |         |            |

## Командиры

### Командиры бригады

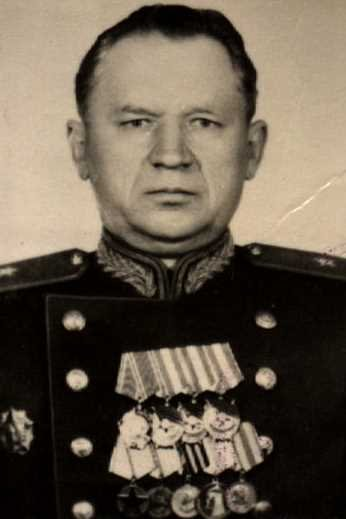
Командир бригады Садовский Станислав Петрович

- 07.02.1943 — 09.01.1944 ФИЛИППОВ Владимир Иванович, полковник[2]
- 09.01.1944 — 13.04.1944, врио ГУСЕВ Пётр Григорьевич, майор, с 21.02.1943 подполковник
- 14.02.1944 — 10.03.1944, САДОВСКИЙ Станислав Петрович, полковник[3]
- 10.03.1944 — 15.09.1944 САДОВСКИЙ Станислав Петрович, полковник (15.09.1944 ранен)
- 15.09.1944 — 05.10.1944, врио ДЕМЕНТЬЕВ Виктор Петрович, полковник
- 06.10.1944 — 10.06.1945 САДОВСКИЙ Станислав Петрович, полковник

### Заместитель командира бригады по строевой части
- 07.02.1943 — БЕЙНАР Юрий Владимирович, подполковник[4]
- 01.10.1943 — 09.01.1944, ГУСЕВ Пётр Григорьевич, подполковник[5]
- 13.04.1944 — 18.06.1944 ГУСЕВ Пётр Григорьевич, подполковник
- 00.01.1945 — 00.02.1945 БЕЛОКУРОВ Федор Иванович, подполковник
- 30.04.1945 — 09.05.1945 ВЕЛЬМИЗОВ Кузьма Игнатьевич, подполконик
- 17.05.1945 — МИХАЙЛОВ Исай Петрович, подполковник

### Начальники штаба бригады
- 07.02.1943 — 01.10.1943 ГУСЕВ Пётр Григорьевич, майор, с 21.02.1943 подполковник
- 01.10.1943 — 13.04.1944, врио БОЙЦОВ Михаил Петрович, майор
- 13.04.1944 — 00.06.1945 БОЙЦОВ Михаил Петрович, майор, с 29.08.1944 подполковник[6]

### Начальник политотдела, заместитель командира по политической части
- 07.02.1943 — 19.06.1943 ГРИЦЕНКО Иван Иванович, подполковник

## Боевой путь

### 1942
Осенью 1942 года в районе Сагопшина, Малгобека, сел Верхний и Нижний Курп, а также ближайших населенных пунктов советские войска в рамках Моздокско-Малгобекской оборонительной операции остановили наступление немцев, в том числе элитной 5-й моторизованной дивизии СС «Викинг», преградив противнику путь к кавказской нефти. Под Сагопшином, у входа в Алханчуртскую долину, произошло одно из крупнейших встречных танковых сражений всей летне-осенней кампании 1942 года на советско-германском фронте. С обеих сторон в боях участвовало до 120 танков и самоходных орудий. С советской стороны в сражении принимала участие 52-я танковая бригада, которой на тот момент командовал майор Владимир Иванович Филиппов (с 29.10.1942 — подполковник).5-я дивизия СС «Викинг» перебросила большую группировку: моторизованные полки «Вестланд» и «Нордланд», танковый батальон, части самоходного противотанкового дивизиона, всю артиллерию. Хотя немцы были потрёпаны в предыдущих боях и испытывали снарядный голод, их силы всё равно превосходили советских защитников как в бронетехнике, так и в пехоте. Советская 52-я танковая бригада майора В. Филиппова могла выставить только 30 машин: две "тридцатьчетвёрки, пять КВ-1, и лёгкие Т-60 и «Стюарты» (13 и 8 соответственно). Также в бою должны были принимать участие батальон мотопехоты и 863-й истребительно-противотанковый полк майора Ф. Долинского. 
На рассвете 28 сентября 1942 года немцы готовились атаковать, когда по ним ударили советская артиллерия и миномёты. Урон от этого налёта немцы понесли больше моральный, чем физический. Далее советские документы сообщают, что противник «силою 120 танков, поддержанных автоматчиками и сильным артиллерийско-миномётным огнём, повёл наступление из района Озёрный двумя колоннами, трёхэшелонного состава». Здесь, конечно, документы сильно преувеличивают количество вражеской техники. Реально в немецкой атаке участвовало всего около 50 танков и самоходок. Немцы наступали в тумане, рассчитывая, что таким образом получится избежать точного огня советских бойцов. Однако туман рассеялся, и эсэсовцы обнаружили, что пришли в ловушку. Орудия и миномёты защитников ударили по танкам с дистанции 700—800 метров, а пулемёты буквально смели эсэсовцев, ехавших на броне в качестве десанта. Затем снарядный шквал обрушился на главные силы немецкой пехоты, идущей в паре сотен метров позади техники. Танкисты «Викинга» не заметили, что от них отсекли пехотную поддержку. Они решили выдвинуться вплотную к советским позициям. Уже на первом рубеже сгорели шесть немецких танков. Немецкие танки завязали дуэли с советской бронетехникой. Танкисты 52-й бригады подбили машины командиров 1-й и 3-й немецких рот, оставив эсэсовцев без командования. К танкам и противотанковым орудиям подключились советские гаубицы и «катюши», батареи которых занимали позиции в Сагопшине и Малгобеке. 
Во второй половине дня немцы, придя в себя и перегруппировавшись после советского контрудара, снова перешли в наступление. К этому времени танковый батальон «Викинга» потерял примерно треть своих машин, а Мюленкампа, пересевшего на другой танк, успели подбить ещё раз. Битва разгорелась с новой силой и вскоре «расползлась» на несколько отдельных схваток. По документам 52-й танковой бригады дюжина немецких «панцеров» прорвались к командному пункту, и комбриг Филиппов на своём танке вступил в бой, записав на счёт экипажа пять вражеских машин. Ситуация оставалась тяжёлой, поэтому Филиппов бросил в бой резерв — роту из семи танков, которая атаковала эсэсовцев фланга и подбила несколько машин. Командир противотанкового артиллерийского полка Долинский тоже лично встал к орудию, расчёт которого погиб в бою. Майор подбил два танка. Отличилась батарея старшего лейтенанта П. Дыма, уничтожившая за день несколько автомобилей, немецкую артбатарею и несколько танков (по документам — 17, но это явное преувеличение). Советская пехота схватилась с немецкой, бронебойщики расстреливали из противотанковых ружей самоходки и бронетранспортёры. 
Понеся большие потери, но так и не прорвав советской обороны, немцы отошли и до ночи строили оборонительную позицию в низине перед Сагопшином.8 сентября немцы не ограничились фронтальным ударом. Около десятка танков под командованием оберштурмфюрера Г. Флюгеля с автоматчиками на броне обошла советскую оборону с фланга и устремилась в обход Сагопшина с севера. Движение эта группа начала ещё до начала бойни в долине. По меткам-шестам, случайно забытым советскими сапёрами, немцы нашли проход в минном поле и воспользовались им. Прорвавшаяся группа наткнулась на советские танки, расположившиеся на пологих склонах ущелья. Бой завязался на дистанции в полсотни метров. Немцы, по их утверждению, подбили два Т-34. Учитывая, что обе «тридцатьчетвёрки» воевали в долине, это заявление ошибочно, речь должна идти о Т-60 или «Стюартах». Ко второй половине дня группа Флюгеля блокировала дорогу Сагопшин — Нижние Ачалуки. Флюгель решил закрепить успех, бросив три танка левее, но из этой затеи ничего не вышло. Тогда эсэсовцы оттянули свои силы обратно к дороге и заняли оборону. 
Бой 28 сентября 1942 года у Сагопшина длился около десяти часов. По советским данным, противник потерял 54 танка, из них 23 — сгоревшими. Потери бригады Филиппова — 10 танков, из них половина безвозвратно. Немецкие документы подтверждают, что собственные потери бронетехники у «Викинга» в этот день были больше, чем советские. 29-30 сентября эсэсовцам пришлось наступать преимущественно пехотой. В этом бою погиб вместе с экипажем командир взвода танков Андрей Васильевич Болгов, воевавший на именном танке КВ 1 «Александр Невский».

## Отличившиеся воины
| Награда      | Ф. И. О.                     | Должность                       | Звание    | Дата награждения | Примечания                                                                        |
| ------------ | ---------------------------- | ------------------------------- | --------- | ---------------- | --------------------------------------------------------------------------------- |
|              | Гаврилов, Петр Филиппович    | командир роты танков Т-34       | гвардии   | 22.07.1944       |                                                                                   |
|              | Винер, Леонид Леонидович     | командир отделения автоматчиков | гвардии   | 22.07.1944       |                                                                                   |
|              | Петров, Владимир Яковлевич   | командир роты танков Т-34       | гвардии   | 13.03.1943       |                                                                                   |
|              | Пиджаков, Николай Николаевич | командир танка Т-34             | гвардии   | 24.03.1945       |                                                                                   |
| Орден Ленина | Болгов, Андрей Васильевич    | командир взвода танков КВ 1     | Лейтенант | 05.10.1942       | Погиб 28.09.1942. Похоронен в братской могиле г. Малгобек, парк культуры и отдыха |
| Орден Ленина | Нестеренко, Захар Кириллович | командир взвода танков КВ 1     | Лейтенант | 15.09.1942       | Погиб 10.10.1942.                                                                 |

## Награды и наименования
| Награда, наименование             | Документ о награждении | За что получена |
| --------------------------------- | --- | --- |
| Почётное звание «Гвардейская»     | присвоено приказом Народного комиссара обороны СССР № 57 от 7 февраля 1943 года                                                     | за проявленную отвагу в боях за Отечество с немецкими захватчиками, за стойкость, мужество, дисциплину и организованность, за героизм личного состава                                                      |
| Орден Красного Знамени            | Указ Президиума Верховного Совета СССР «О награждении орденами войсковых частей и соединений Красной Армии» от 13 декабря 1942 года | За образцовое выполнение боевых заданий командования на фронте борьбы с немецкими захватчиками и проявленные при этом доблесть и мужество (по преемственности от 52-й танковой бригады                     |
| Почётное наименование «Витебская» | Приказ Верховного главнокомандующего № 58 от 07.02.1943                                                                             | Присвоено Приказом Народного комиссара обороны СССР за проявленную отвагу в боях за Отечество с немецкими захватчиками, за стойкость, мужество, дисциплину и организованность, за героизм личного состава. |
| Орден Суворова II степени         | Указ Президиума Верховного Совета СССР от 22.10.1944                                                                                | За образцовое выполнение заданий командования в боях с немецкими захватчиками при прорыве обороны противника юго-восточнее города Рига и проявленные при этом доблесть и мужество                          |